# La vergine di ferro
La vergine di ferro (The Iron Maiden), è un film del 1962 diretto da Gerald Thomas.

## Trama
Una compagnia aerea americana compra una linea britannica, le cose si mettono al peggio quando il disegnatore di aeroplani Jack Fisher litiga con la figlia del proprietario con cui è fidanzato. Le cose finiranno per volgere al meglio.